# Peillon
Peillon é uma comuna francesa na região administrativa da Provença-Alpes-Costa Azul, no departamento Alpes Marítimos. Estende-se por uma área de 8,7 km², com  (Peillonnais) 1227 habitantes, segundo os censos de 1999, com uma densidade de 141 hab/km².